# Klarinetkwartet (Penderecki)
Het Klarinetkwartet van Krzysztof Penderecki uit 1993 kan gezien worden als een strijkkwartet waarin een van de leidende stemmen vervangen is door de klarinet.
De première werd gegeven in Lübeck in augustus 1993. Het kwartet bestaat uit de delen
1. Notturno: Adagio
2. Scherzo: Vivacissimo
3. Serenade : Tempo di Valse
4. Abschied: Larghetto

## Bron en discografie
- Uitgave Naxos; Michel Lethiec – klarinet.